# Хамир
Хамир (каз. Хамир өзені) — река в Восточно-Казахстанской области, правый приток Бухтармы.
Река Хамир берёт начало у горных озёр хребта Холзун на высоте около 2100 м на севере Зыряновского района у границы с Россией. Течёт на юго-восток, затем поворачивает на юго-запад. Впадает в Бухтарму ниже посёлка Путинцево.
Длина реки составляет 72 км. Питание преимущественно снеговое, а также дождевое. Минерализация воды составляет 50-300 мг/л.